# Francesco II Sforza
Francesco II Sforza (Milano, 4 febbraio 1495 – Vigevano, 24 ottobre 1535) fu il nono e ultimo Duca di Milano indipendente dal 1521 al 1535. Duca di Bari, principe di Rossano e conte di Borrello, Longobucco e Rosarno dal 1497 alla morte. Era il figlio minore di Ludovico Sforza, detto il Moro, e di Beatrice d'Este.
signor excelso di siencia e sapere,

l'inzegno tuo mostra tanto soprano

sì come sempre ha auto anti vedere;

or le tuo force aduna in monte in piano

aciò che 'l turco non habia a posiedere 

gli nidi toi e Italia non perisca,

ma fa' che del vegnir suo se pentisca.»
(Il gran sussidio el qual domanda tutta Italia al Imperatore (1529), Guerre in ottava rima: IV 5.6:42)

## Biografia

### Infanzia
Francesco era il secondogenito di Ludovico Sforza, all'epoca già duca di Milano, e di sua moglie Beatrice d'Este. Nacque nella notte tra il 3 e il 4 febbraio 1495 nel castello di Porta Giovia con l'aiuto di comare Frasina da Ferrara, la levatrice di famiglia. Fu tenuto a battesimo dalla zia Isabella d'Este, venuta a Milano per assistere la sorella nel parto, e da Antonio Maria Pallavicino, e gli furono imposti una quindicina di nomi, fra i quali il suo nome proprio fu Sforza Maria, in onore dello zio paterno Sforza Maria morto in giovane età, al quale Ludovico era stato molto affezionato, o, secondo altri, a memoria dell'avo Francesco I, dal quale sorse appunto quel soprannome - Sforza - che divenne cognome di famiglia. Nei primi anni, e almeno fino al 1499, fu dunque chiamato ufficialmente col nome di Sforza, ma successivamente si impose quello di Francesco.

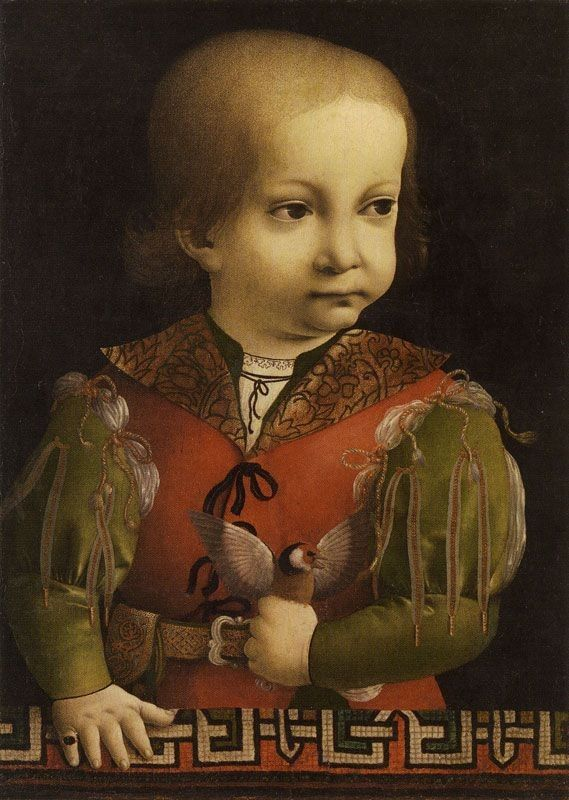
Ritratto infantile di Francesco, del pittore leonardesco Marco d'Oggiono.

Malgrado una malattia che lo travagliò dall'aprile all'agosto 1495 e il quasi contemporaneo assedio di Novara che tenne impegnati i suoi genitori lontani da casa, i primi anni di Francesco trascorsero spensieratamente, tra studi e giochi in compagnia dei fratelli.
Fin dai primissimi mesi di vita dimostrò un grande attaccamento nei confronti della sorellastra Bianca Giovanna, figlia illegittima del padre e carissima amica di Beatrice, tanto che una volta, caduto ammalato, pareva rianimarsi solo quando la vedeva. Tuttavia la giovinetta morì molto presto, all'età di quattordici anni, nel novembre 1496, e poco più di un mese dopo venne a morte anche la stessa madre Beatrice. Il bambino perdette così prestissimo entrambe le figure femminili più importanti e pure il padre, a partire da quel momento, cominciò a trascorrere sempre meno tempo coi figli. 
Nello stesso anno 1497, dopo la morte della moglie, il padre Ludovico rinunciò ai suoi possedimenti nell'Italia meridionale in favore di Francesco, che fu così investito del Ducato di Bari (comprendente Bari, Modugno e Palo del Colle), del principato di Rossano e delle contee calabre di Borrello, Longobucco e Rosarno. In seguito a una confusa e infruttuosa manovra del padre Ludovico, tuttavia, dal 1499 il ducato di Bari fu occupato da Isabella d'Aragona, pur continuando a esserne titolare Francesco.

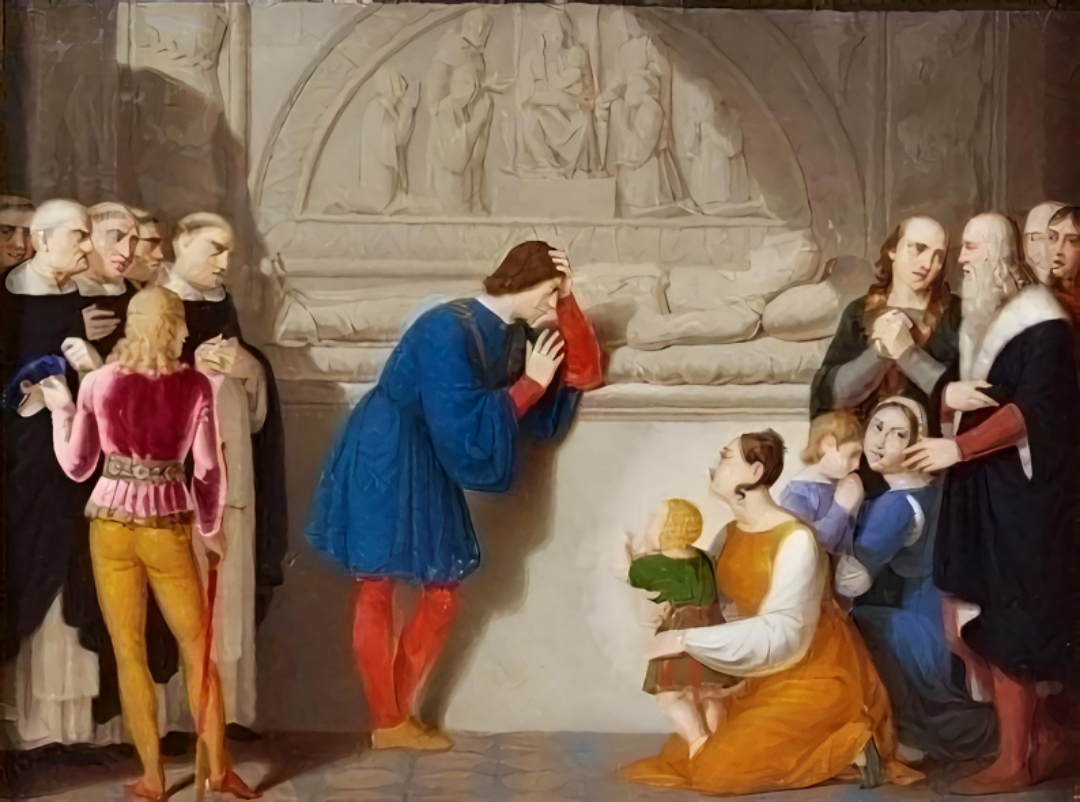
L'addio di Ludovico il Moro alle ceneri della moglie Beatrice d'Este, Giovanni Battista Gigola, 1815-1830 ca, Pinacoteca Ambrosiana. Ludovico piange sulla tomba della moglie; assistono sulla sinistra i frati di S. Maria delle Grazie, sulla destra i due orfanelli Ercole Massimiliano e Francesco con le rispettive balie, nonché Bramante e Leonardo.

Nel 1499 il ducato di Milano fu invaso dai francesi e Ludovico provvide a mettere al riparo i figli presso la corte imperiale ad Innsbruck, raggiungendoli subito dopo lungo la via. Si separò poi da loro nel gennaio successivo, quando decise di tentare la sorte in Italia per recuperare il ducato, e non li rivide mai più. La separazione fu certo traumatica, sia per il cinquenne Francesco che per il fratello maggiore, se lo storico milanese Bernardino Corio scrive a tal proposito: "questi fanciulli, accommiatandosi dall'amatissimo padre e baciandolo, di pietose lagrime gli bagnarono il volto, atto veramente d'incredibil dolore".

Subì l'incameramento dei beni da parte dell'imperatore, che lasciò ai milanesi rifugiati soltanto un esiguo appannaggio ducale. Triste condizione solo in parte mitigata dagli interventi della cugina e imperatrice Bianca Maria Sforza, alla cui tutela i due fanciulli erano affidati. Bianca morì però nel 1510, sostituita quindi da Margherita d'Asburgo. I due fratelli furono probabilmente separati dopo la Dieta di Costanza, quando Massimiliano seguì l'imperatore a Innsbruck, mentre Francesco fu affidato al vescovo Bernardo Clesio, che gli impartì probabilmente una migliore educazione umanistica rispetto al fratello, ma che lo abituò a vestirsi con "lo abito negro et da prete alla todescha".

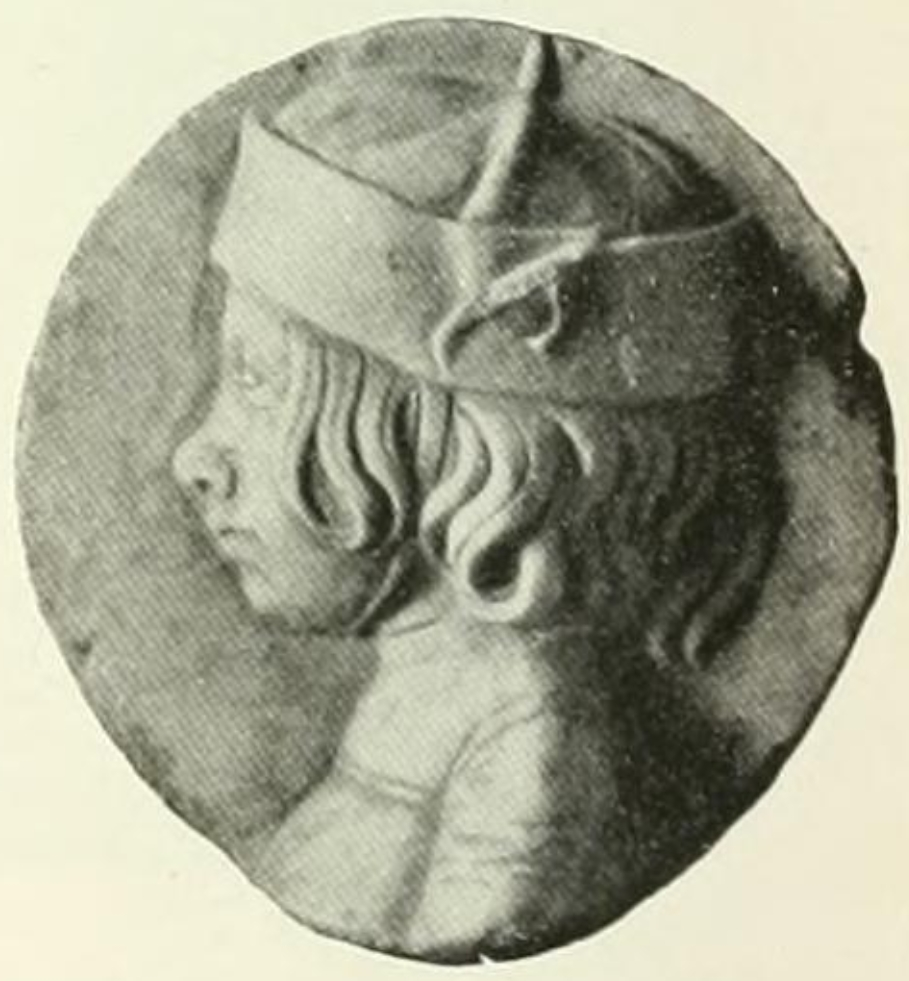
Medaglione con busto di fanciullo, possibile raffigurazione di Francesco o del fratello maggiore Ercole Massimiliano. Milano, Museo d’Arte Antica del Castello Sforzesco, inv. 1237.

Rimase 21 anni in esilio in condizioni economiche indubbiamente inferiori rispetto a quelle in cui si era trovato alla corte milanese durante lo splendido regno di suo padre. Durante gli anni di governo di suo fratello Ercole Massimiliano, restaurato come duca tra il 1512 e il 1515, Francesco non riuscì a tornare a Milano; quando questi ne venne cacciato di nuovo nel 1515, in seguito al ritorno dei francesi, Francesco (che si trovava a Trento) si adoperò subito per riprendere il possesso del Ducato di Milano, che nella sua ottica legittimamente spettava a lui. Egli riuscì finalmente a rientrare a Milano, al seguito delle truppe di papa Leone X e dell'imperatore Carlo V nel 1521 (coalizzate nella cosiddetta Lega Santa), aiutati in questo anche dalla popolazione lombarda, che si sentiva vessata fortemente da un dominio considerato estraneo.

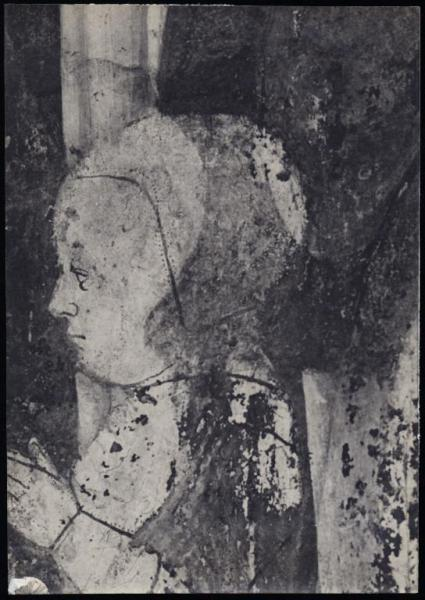
Ciò che rimane del ritratto infantile di Francesco nel dipinto murale di Leonardo da Vinci sull'affresco della Crocifissione di Giovanni Donato Montorfano, dov'è ritratto accanto alla madre Beatrice. Refettorio della Chiesa di Santa Maria delle Grazie.

In un contesto in cui gli Este, suoi parenti per parte materna, parteggiavano per il re di Francia, il ricordo della madre Beatrice era divenuto scomodo. Ciò nonostante nel 1522, nel corso di trattative volte a portare il duca Alfonso I d'Este dalla parte imperiale, Francesco scrisse all'intermediaria marchesa Isabella sua zia: "me ricordo chi fu mio patre et mia matre, et il bene di la Casa da Est tanto lo desidero como quello di Casa Sforzesca. Debo desiderar che sia quello stato de la eclesia, et che sia extinto il nome di quella casa? Certo non; la bona memoria de mia matre fu sua sorela, né non mi ne vergogno, ma molto mi acontento aver havuto una tal matre".

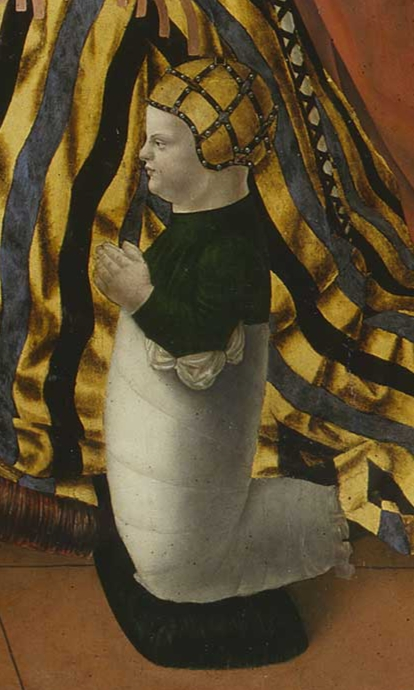
Francesco, o il fratello maggiore Ercole Massimiliano, ritratto accanto alla madre nella Pala Sforzesca.

### Ascesa al ducato
Con l'acquisizione del Ducato, ad ogni modo per Francesco II non finirono le preoccupazioni: le pressioni dei francesi continuavano ad essere insistenti soprattutto lungo il confine con il Piemonte e lo sforzo bellico richiedeva sempre più denaro, che per uno stato ormai di sempre più ridotte dimensioni come il Ducato di Milano, rispetto al colosso francese, costituivano un dissanguamento continuo. Francesco II fu pertanto costretto a tassare fortemente la popolazione per difenderla e questo lo mise in cattiva luce, oltre a provocare l'insorgere di rivolte localizzate. Tra i maggiori fautori di queste rivolte ricordiamo Bonifacio Visconti, erede e lontano parente di quei Visconti che un tempo reggevano Milano e che vedeva gli Sforza come gli usurpatori di un potere che loro stessi avevano creato. Bonifacio Visconti perciò tentò di uccidere Francesco II per ottenere il possesso del Ducato, approfittando della situazione politica instabile, ma riuscì solamente a ferire il duca al collo ed alla spalla.

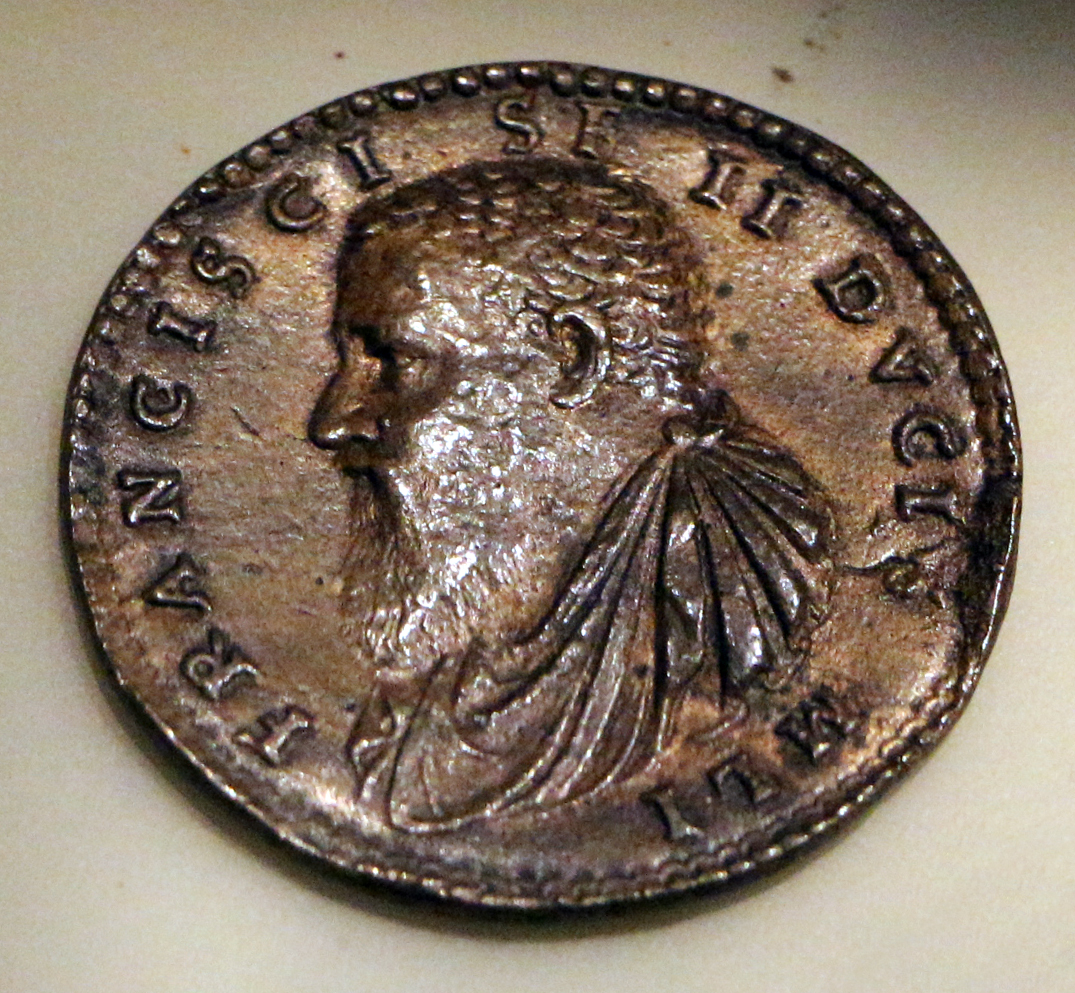
Medaglia di Francesco duca, 1533-1535. Bottega lombarda, Raccolte d'arte applicate del Castello Sforzesco di Milano.

Sentendosi comunque instabile nel suo governo, a causa della pesante influenza asburgica e della presenza di truppe imperiali nei suoi territori, Francesco II Sforza, su iniziativa del suo ministro Girolamo Morone, ribaltò la sua alleanza e si unì alla Lega di Cognac contro l'Imperatore: insieme a lui, la Repubblica di Venezia, la Repubblica fiorentina, il Pontefice Clemente VII ed il Regno di Francia. Rimase perciò coinvolto in una congiura, illudendosi di avere l'appoggio di Fernando Francesco d'Avalos, marchese di Pescara, comandante delle milizie imperiali in Italia. L'Avalos però nel 1525 tradì i congiurati, rivelò il complotto e fece scoppiare la guerra. Il Duca Francesco II fu rapidamente soverchiato dalle truppe imperiali, ma riuscì a mantenere il controllo su alcune città e piazzeforti del Ducato, finché grazie all'aiuto dei veneziani, che non volevano confinare con gli Asburgo anche ad occidente, aderì alla Lega di Cognac e, dopo una favorevole campagna militare, riottenne i propri possessi nel 1529; quindi lo Sforza fu ristabilito nel suo governo ed ottenne di riappacificarsi con Carlo V, anche se dietro il pagamento di un pesantissimo risarcimento, che impoverì ancora di più lo stato milanese.
Nel 1530 ottenne dal Papa l'erezione della nuova diocesi di Vigevano, ottenendone il patronato per lui e i successori nel ducato, per nobilitare la città che dalla fine del Quattrocento ospitava la Corte.

### Matrimonio e morte

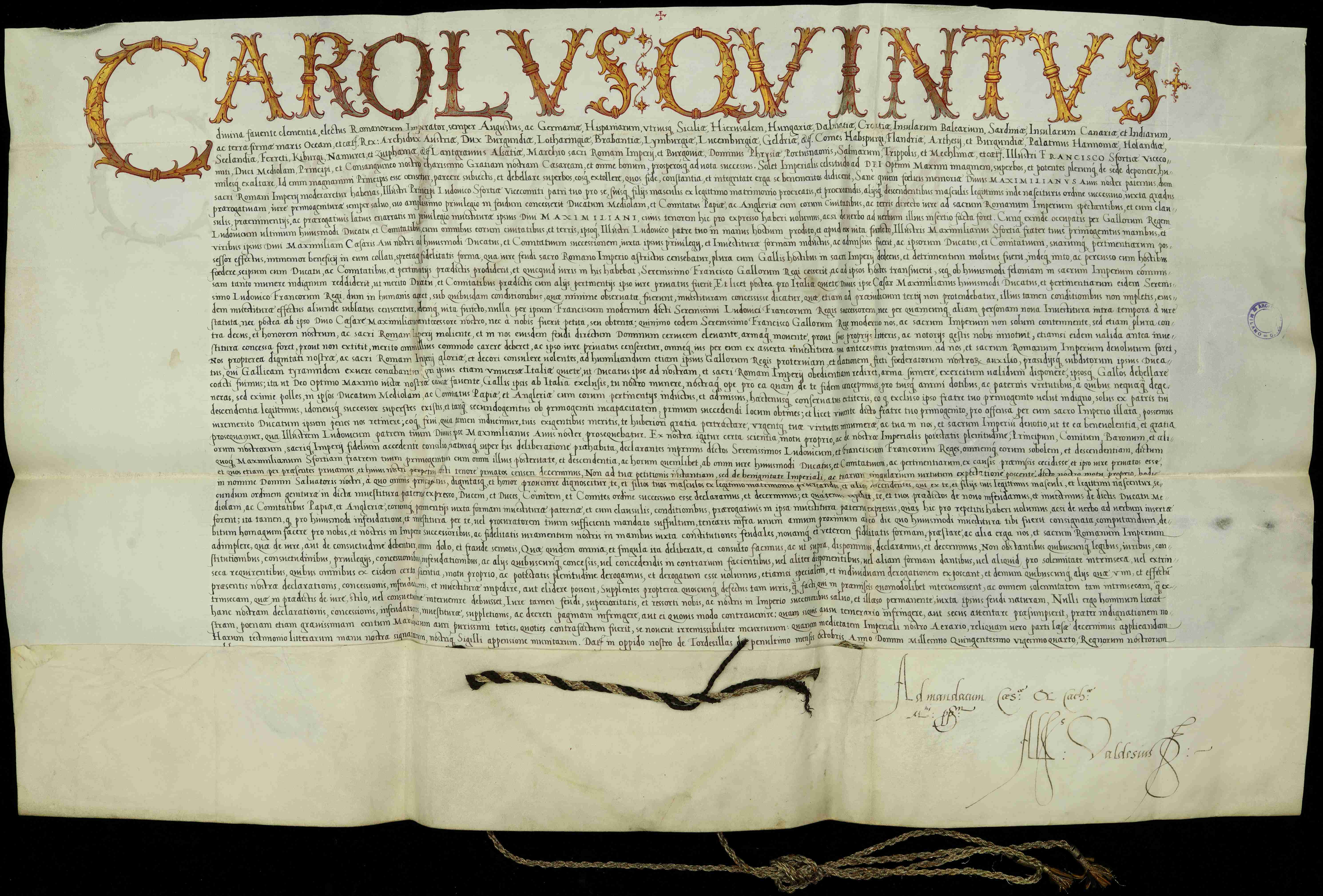
ASMi, Diplomi e Dispacci Sovrani – Germania, Cart. 4, Diploma di Carlo V (detto anche bolla d'oro): “Carlo V concede a Francesco II Sforza l’investitura del Ducato di Milano”, 30 ottobre 1524, “in oppido de Tordesillas” (ovvero “nella città di Tordesillas”), lingua latina.

A suggello della nuova alleanza con l'Imperatore , nel 1534 Francesco ebbe in sposa Cristina di Danimarca, figlia di Cristiano II di Danimarca e di Isabella, sorella dell'imperatore Carlo V, una ragazza di appena tredici anni. Francesco non fu contento di queste nozze, anzi credette inizialmente di dover sposare la sorella maggiore, mentre giudicava che Cristina fosse ancora troppo tenera d'età e lo preoccupava la consumazione del matrimonio.
Cristina ricevette Tortona come città dotale dopo che Francesco II, ammalatosi di una malattia che lo rese quasi cieco, morì nel castello di Vigevano nel 1535. 

Alla sua morte si estingueva la dinastia primigenia e legittima degli Sforza di Milano, non avendo egli avuto eredi. Perciò, per evitare altre pretese, Carlo V decise l'annessione diretta del Ducato di Milano ai suoi domini, passandolo successivamente al figlio Filippo che divenne re di Spagna e quindi portò in dote a quello stato il governo del milanese. 
(Scipione Barbò Soncino - Sommario delle vite de' duchi di Milano, 1574.)

## Aspetto e personalità
Francesco ebbe carnagione e capelli scuri, di corporatura robusta ma di statura media. Di lui fu detto che somigliasse fisicamente al padre, sebbene fosse di questo meno magnifico, tuttavia il viso ricordava vagamente la madre. Così lo descrive Benedetto Capilupi nel 1513, diciottenne: "Ha de l'aspetto del padre, ma non tanto signorile; non serrà grande de persona, ma più grosso del duca, ha colme le spalle, li capilli simili a quelli del duca, lo abito negro et da prete alla todescha". E così Mario Equicola: "Lo S.r Duca de Bari è multo grave, et ben serva in publico il grado di sacerdote et persona ecclesiastica". 

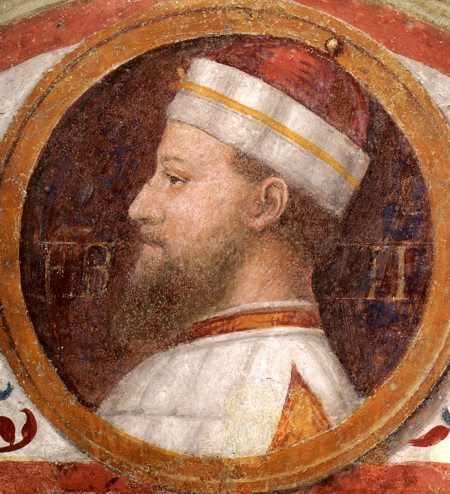
Lunetta di Francesco duca di Milano. Bernardino Luini, Casa degli Atellani.

Soffrì per anni d'una estrema cagionevolezza e di una deformità alla schiena, oltreché della gotta. Così lo descrive Giorgio Vasari: "Francesco ultimo fu gobbo, ma di faccia venerabile, con carne bianca, e barba nera, come dimostra il suo ritratto dipinto dal Vecelio". Le voluminose pellicce di lince dovevano servire ad occultarne la deformità, come si vede appunto nel ritratto di Tiziano, dal quale si intuisce anche un certo rattrappimento alle mani.
La sua salute malferma è confermata anche da Marin Sanudo nel 1530: "el qual Duca camina mal [...] e lo orator suo exixtente qui li andava dagando man per aiutarlo"; e poi: "questo Duca è di età di anni ... molto meniconico, et mal pol aiutarse di le man, e camina mal".

Da fanciullo pare invece che fosse perfettamente normale e in salute, come si deduce dalle varie lettere: nel marzo 1495 Franceschino del Maino scriveva al padre che si era sfasciato il neonato e che "al trava [agitava] de le sue gambete et braze che pare che habia uno anno"; e altrove: "cresce et se fa belino". Nell'aprile che "persevera nel stare bene quanto al tetare, al dormire et alle altre operatione del corpo". Era "sempre alegro, trahendo con le gambine et menando le sue manine verso Madonna Biancha che ben pareva de volerli fare gran careze".

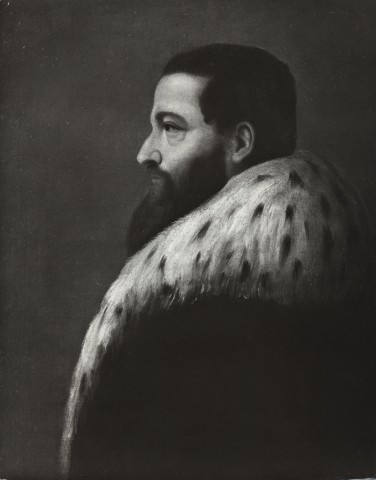
Anonimo, ritratto del duca Francesco II Sforza, Scuola Lombarda (Bergamo?) ca. 1550.

Il provveditore generale di Brescia, Marco Foscari, così lo descrive: "Il signor duca mostra di complexione malinconica ed è infirmo del corpo, che non può adiutarse delli piedi et ha molto colore nel volto; mostra essere molto timido et suspettoso et ha una mente presaga di male, di sorte che sempre pronostica male".
Come il fratello maggiore, fu incline "alla malinconia e alla depressione, alternando secondo norma fasi di euforica energia ad altre di ansia, rinuncia quando non di panico", non troppo diversamente da come faceva il padre, ma la depressione di Francesco fu certamente accentuata dalla tragica perdita dei genitori, dagli esili e dalle continue difficoltà. Carlo Contarini, in un suo dispaccio del 1527, lo descrive "molto collericho, né vol patir contrasto alcuno", com'era del resto la madre, d'altra parte, come il padre, "quando li intervene qualche inopinato caso, resta molto confusso et più presto perduto che altramente".
Pietro Aretino, che gli rinfacciava continuamente la pretestuosa condanna a morte inflitta ad Aberto Maraviglia e più d'ogni altro lo vessò nei suoi mordaci strali, lo chiama "protomartire Sforza", "duca di mummia", ipocrita, ribaldo, gli predice una morte straziante per mano del popolo e perfino gli imputa una certa "impotenzia genitale" in virtù della quale auspicava che il suo "ganimede" Massimiliano Stampa, favorito e collega nel dominio ducale, sarebbe stato "luogotenente" anche nello sposalizio. Si trattava di una malignità gratuita, in quanto non solo risulta che Francesco avesse una figlia illegittima, ma anche l'imperatore Carlo V si fece testimone della sua potenza sessuale:
(Lettera di Carlo V alla sorella Maria, 31 luglio 1533.)

## Discendenza
Si ha notizia di una sua figlia illegittima, tale suor Marta, nota per una sola lettera nella quale lamentava di essere da lui dimenticata e di vivere in ristrettezze economiche.

## Ascendenza
|                       |                    |                         | Genitori                 |  |  | Nonni |  |  | Bisnonni          |  |  | Trisnonni          |  |
|                       |                    |                         |                          |  |  |       |  |  | Giacomo Attendolo |  |  | Giovanni Attendolo |  |
|                       |                    |                         |                          |  |  |       |  |  | Giacomo Attendolo |  |  | Giovanni Attendolo |  |
|                       |                    | Elisa Petraccini        |                          |  |  |       |  |  | Giacomo Attendolo |  |  |                    |  |
| Francesco I Sforza    |                    |                         |                          |  |  |       |  |  | Giacomo Attendolo |  |  |                    |  |
|                       |                    | Lucia Terzani           | …                        |  |  |       |  |  |                   |  |  |                    |  |
|                       |                    | Lucia Terzani           | …                        |  |  |       |  |  |                   |  |  |                    |  |
|                       |                    | Lucia Terzani           | …                        |  |  |       |  |  |                   |  |  |                    |  |
| Ludovico Sforza       |                    | Lucia Terzani           |                          |  |  |       |  |  |                   |  |  |                    |  |
|                       |                    | Filippo Maria Visconti  | Gian Galeazzo Visconti   |  |  |       |  |  |                   |  |  |                    |  |
|                       |                    | Filippo Maria Visconti  | Gian Galeazzo Visconti   |  |  |       |  |  |                   |  |  |                    |  |
|                       |                    | Filippo Maria Visconti  | Caterina Visconti        |  |  |       |  |  |                   |  |  |                    |  |
| Bianca Maria Visconti |                    | Filippo Maria Visconti  |                          |  |  |       |  |  |                   |  |  |                    |  |
|                       |                    | Agnese del Maino        | Ambrogio del Maino       |  |  |       |  |  |                   |  |  |                    |  |
|                       |                    | Agnese del Maino        | Ambrogio del Maino       |  |  |       |  |  |                   |  |  |                    |  |
|                       |                    | Agnese del Maino        | ?...Negri                |  |  |       |  |  |                   |  |  |                    |  |
| Francesco II Sforza   |                    | Agnese del Maino        |                          |  |  |       |  |  |                   |  |  |                    |  |
|                       | Niccolò III d'Este | Alberto V d'Este        |                          |  |  |       |  |  |                   |  |  |                    |  |
|                       | Niccolò III d'Este | Alberto V d'Este        |                          |  |  |       |  |  |                   |  |  |                    |  |
|                       | Niccolò III d'Este | Isotta Albaresani       |                          |  |  |       |  |  |                   |  |  |                    |  |
| Ercole I d'Este       | Niccolò III d'Este |                         |                          |  |  |       |  |  |                   |  |  |                    |  |
|                       |                    | Ricciarda di Saluzzo    | Tommaso III di Saluzzo   |  |  |       |  |  |                   |  |  |                    |  |
|                       |                    | Ricciarda di Saluzzo    | Tommaso III di Saluzzo   |  |  |       |  |  |                   |  |  |                    |  |
|                       |                    | Ricciarda di Saluzzo    | Marguerite de Pierrepont |  |  |       |  |  |                   |  |  |                    |  |
| Beatrice d'Este       |                    | Ricciarda di Saluzzo    |                          |  |  |       |  |  |                   |  |  |                    |  |
|                       |                    | Ferdinando I di Napoli  | Alfonso V d'Aragona      |  |  |       |  |  |                   |  |  |                    |  |
|                       |                    | Ferdinando I di Napoli  | Alfonso V d'Aragona      |  |  |       |  |  |                   |  |  |                    |  |
|                       |                    | Ferdinando I di Napoli  | Gueraldona Carlino       |  |  |       |  |  |                   |  |  |                    |  |
| Eleonora d'Aragona    |                    | Ferdinando I di Napoli  |                          |  |  |       |  |  |                   |  |  |                    |  |
|                       |                    | Isabella di Chiaromonte | Tristano di Chiaromonte  |  |  |       |  |  |                   |  |  |                    |  |
|                       |                    | Isabella di Chiaromonte | Tristano di Chiaromonte  |  |  |       |  |  |                   |  |  |                    |  |
|                       |                    | Isabella di Chiaromonte | Caterina di Taranto      |  |  |       |  |  |                   |  |  |                    |  |
|                       |                    | Isabella di Chiaromonte |                          |  |  |       |  |  |                   |  |  |                    |  |